# Khuzdar
Khuzdar é uma cidade do Paquistão, capital do distrito de Khuzdar, província de Baluchistão.

## Demografia
- Homens: 50 602
- Mulheres: 42 458

(Censo 1998)
99% da população da cidade é Muçulmana